# Saint-Lumier-la-Populeuse

Saint-Lumier-la-Populeuse este o comună în departamentul Marne, Franța. În 2009 avea o populație de 35 de locuitori.